# Лойн
Лойн (нем. Leun) — город в Германии, в земле Гессен. Подчинён административному округу Гиссен. Входит в состав района Лан-Дилль.  Население составляет 5796 человек (на 31 декабря 2010 года). Занимает площадь 28,66 км². Официальный код — 06 5 32 016.